# Jörg Weißflog
Jörg Weißflog (Stollberg, 12 ottobre 1956) è un ex calciatore tedesco, di ruolo portiere.